# Воля-Лібертовська
Воля-Лібертовська (пол. Wola Libertowska) — село в Польщі, у гміні Жарновець Заверцянського повіту Сілезького воєводства.
Населення — 520 осіб (2011).
У 1975-1998 роках село належало до Катовицького воєводства.

## Демографія
Демографічна структура станом на 31 березня 2011 року:
|          | Загалом | Допрацездатний вік | Працездатний вік | Постпрацездатний вік |
| -------- | ------- | ------------------ | ---------------- | -------------------- |
| Чоловіки | 254     | 54                 | 168              | 32                   |
| Жінки    | 266     | 54                 | 147              | 65                   |
| Разом    | 520     | 108                | 315              | 97                   |